# David S. Terry
David Smith Terry, né le 8 mars 1823 et mort le 14 août 1889, est un avocat et juge américain, membre du Parti démocrate. 
Il est élu juge en chef de la Cour suprême de Californie en 1857 ; il est l'un des auteurs de la révision de la Constitution de l'État de Californie en 1879. 
Terry est resté célèbre pour avoir tué en duel le sénateur américain David C. Broderick (en) en 1859 dans ce que l'on appelle le « dernier grand duel américain ». Le 14 août 1889, Terry agresse Stephen J. Field, juge à la cour suprême des États-Unis, et est tué par balle par son garde du corps.